# Aeroportul Turku
Aeroportul Turku () este un aeroport din Turku, Finlanda Propriu-Zisă, Finlanda de Sud-Vest⁠(d), Finlanda ce deservește zona . Aeroportul a fost tranzitat în  de Eroare Lua: bad argument #1 to 'formatNum' (number expected, got nil).. A fost deschis în 1956 și numit după zona deservită.
Situat la o altitudine de 49 m, aeroportul dispune de 1 pistă. Este operat de Finavia⁠(d).

## Infrastructură

### Piste
Aeroportul dispune de o singură pistă. Pista 08/26 are suprafața de asfalt și dimensiunile 2.500 m × 60 m. 